# Filippinskt spökdjur
Filippinskt spökdjur, Tarsius syrichta ("philippinensis") är en art av spökdjur som lever på Filippinerna. På det lokala språket cebuano kallas den Mawmag. Den finns främst på öarna Bohol, Dinagat, Leyte, Samar, Palawan och Mindanao, och har blivit något av en symbol för Bohol där den är relativt vanligt förekommande. Inte helt självklart att de olika öarnas spökdjur verkligen alla tillhör en enda art. Bevarandestatus: Nära hotad

## Anatomi
Det filippinska spökdjuret är en mycket liten primat, från 117 till 127 mm lång exklusive svansen, och väger 110 till 153 gram. Den får lagom plats i en människohand. Pälsen är gråbrun och mjuk, och täcker hela kroppen med undantag för svansen som är nästan hårlös. Ytteröronen är stora membran som hålls i nästan konstant rörelse. De enorma ögonen, som lär vara de största i förhållande till kroppsstorleken i hela djurvärlden, är det mest iögonenfallande draget. Ögonen kan inte röra sig i sina hålor, istället kan hela huvudet vridas 180 grader.

## Ekologi

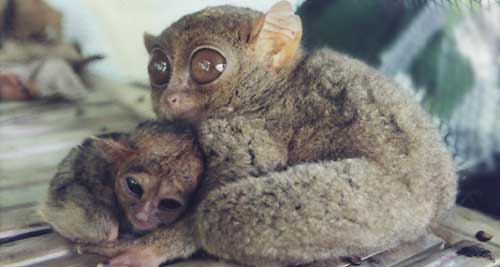
Filippinskt spökdjur med unge

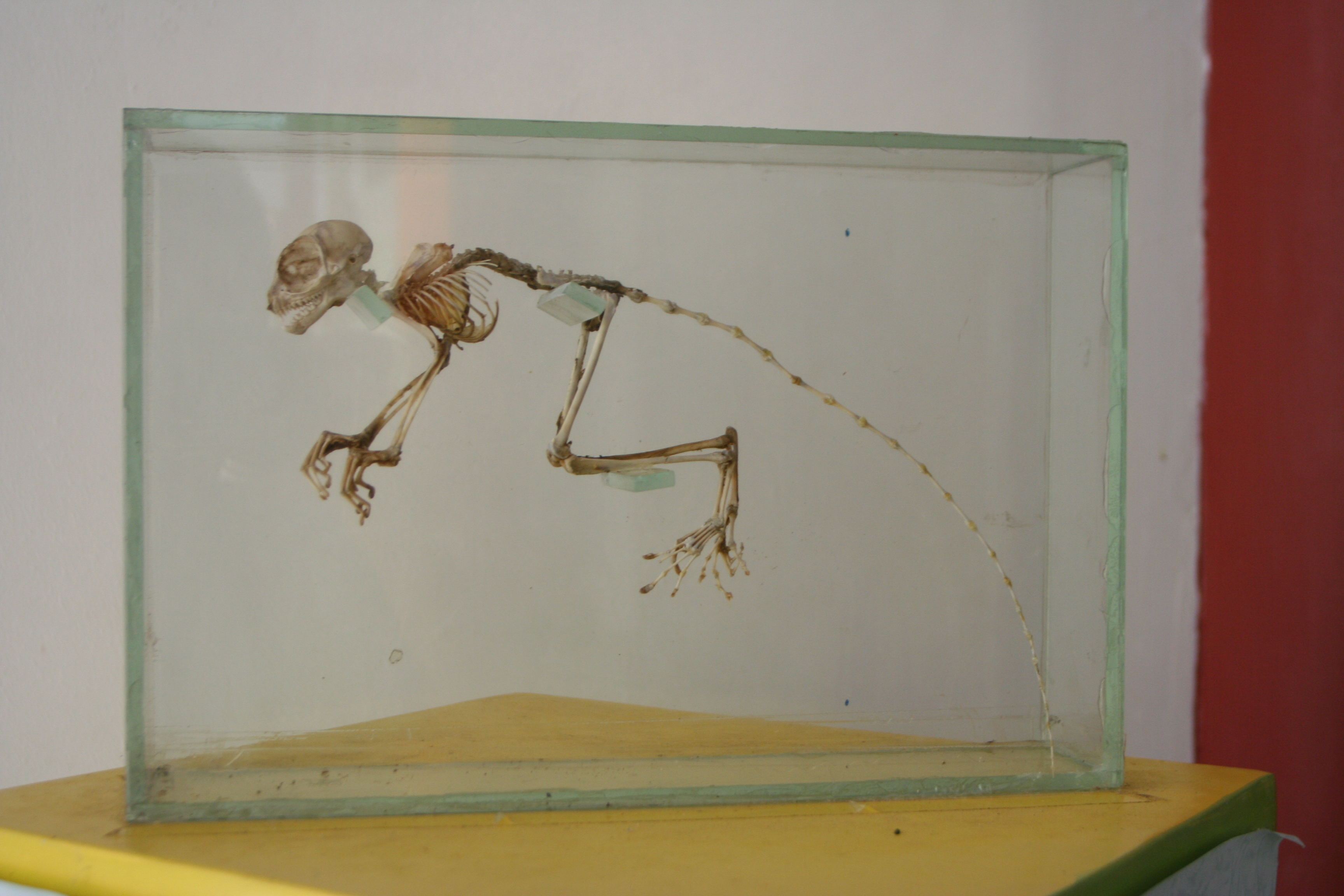
Skelett av filippinskt spökdjur, Tarsius syrichta

Reviren av en hanne och en eller två honor överlappar varandra och ibland syns de tillsammans som en familj. Däremot har varje vuxen individ en egen sovplats. Arten är aktiv mellan skymningen och gryningen. Den har några läten för kommunikationen men är inte högljudd. Filippinskt spökdjur klättrar främst i växtligheten och kan hoppa mellan nästan vertikala grenar eller bambustjälkar. Den äter olika smådjur. Honor föder vanligen en unge vid slutet av regntiden mellan april och juli. De blir troligen brunstiga flera gånger per år. Dräktigheten antas vara i sex månader.